# WASP-76b
WASP-76b，是一個繞著F型主序星運行的氣體巨型系外行星，於2016年由研究員在歐洲南方天文臺发现。

## 描述
它的質量是木星的0.92倍，半徑為木星的1.83倍，距其恆星僅0.033 AU，所以環繞恆星一圈僅需1.8天。
科学家认为，地球上的雨成分為水，而WASP-76b的雨成分則是鐵。由於WASP-76b並不會自轉，導致其一面溫度極熱，超過攝氏2,000度，能使鐵氣化並飄向行星較冷的另一面，凝結後降下「金屬雨」，被认为是有着极端气候的行星之一。

## 新发现之熔融
在一项新的研究中，来自加拿大、爱尔兰和美国的科学家分析了夏威夷双子星天文台获得的关于这颗行星的新数据，并得出结论，它甚至比预期还要异常。WASP-76b围绕双鱼座的黄白矮星WASP-76运行，距离太阳约391光年。这颗巨型行星离它的恒星太近了，每1.8个地球日绕它转一圈。WASP-76b受恒星影响升温如此之大，以至于金属在其表面蒸发，使它这类行星被称为“超级熱木星”（ultra-hot-Jupiter）。
自2013年发现该星球以来，科学家对其大气进行了一些研究，有研究声明指出关于WASP-76b极端气候与“铁雨”；有人反驳说，关于系外行星上极端温度和铁含量等令人难以置信的数据可能是测量失真的结果。而天文台的最新数据显示，WASP-76b大气中含有大量的电解钙，这意味着WASP-76b上高层大气中刮着非常强的风，大气温度甚至比预期的还要高。